# Église de l'Assomption-de-la-Bienheureuse-Vierge-Marie de Bergheim
L'église de l'Assomption-de-la-Bienheureuse-Vierge-Marie est un monument historique situé à Bergheim, dans le département français du Haut-Rhin.

## Localisation
Ce bâtiment est situé place de l'Église à Bergheim.

## Historique
L'édifice fait l'objet d'une inscription au titre des monuments historiques depuis 1985.

## Architecture

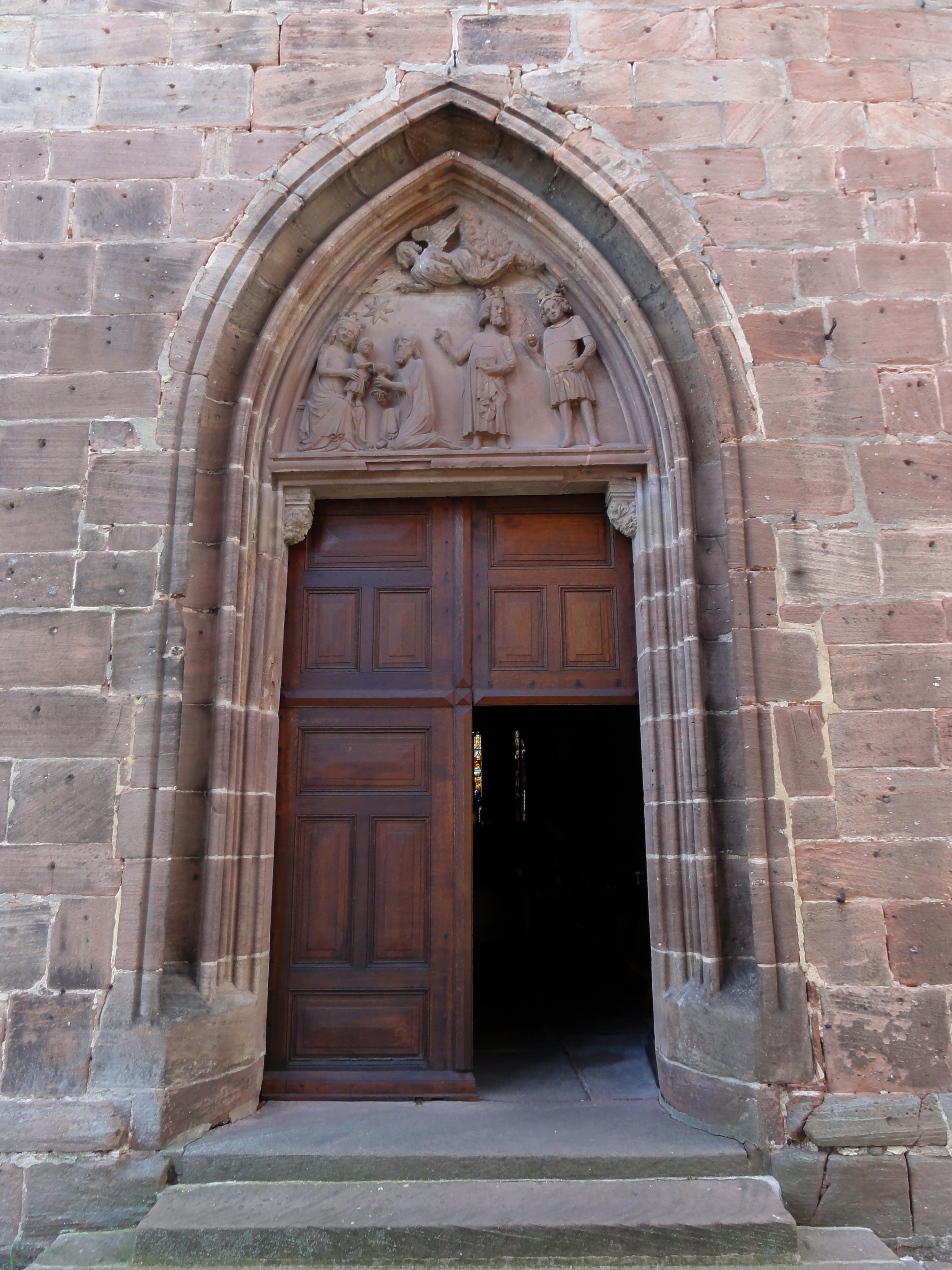
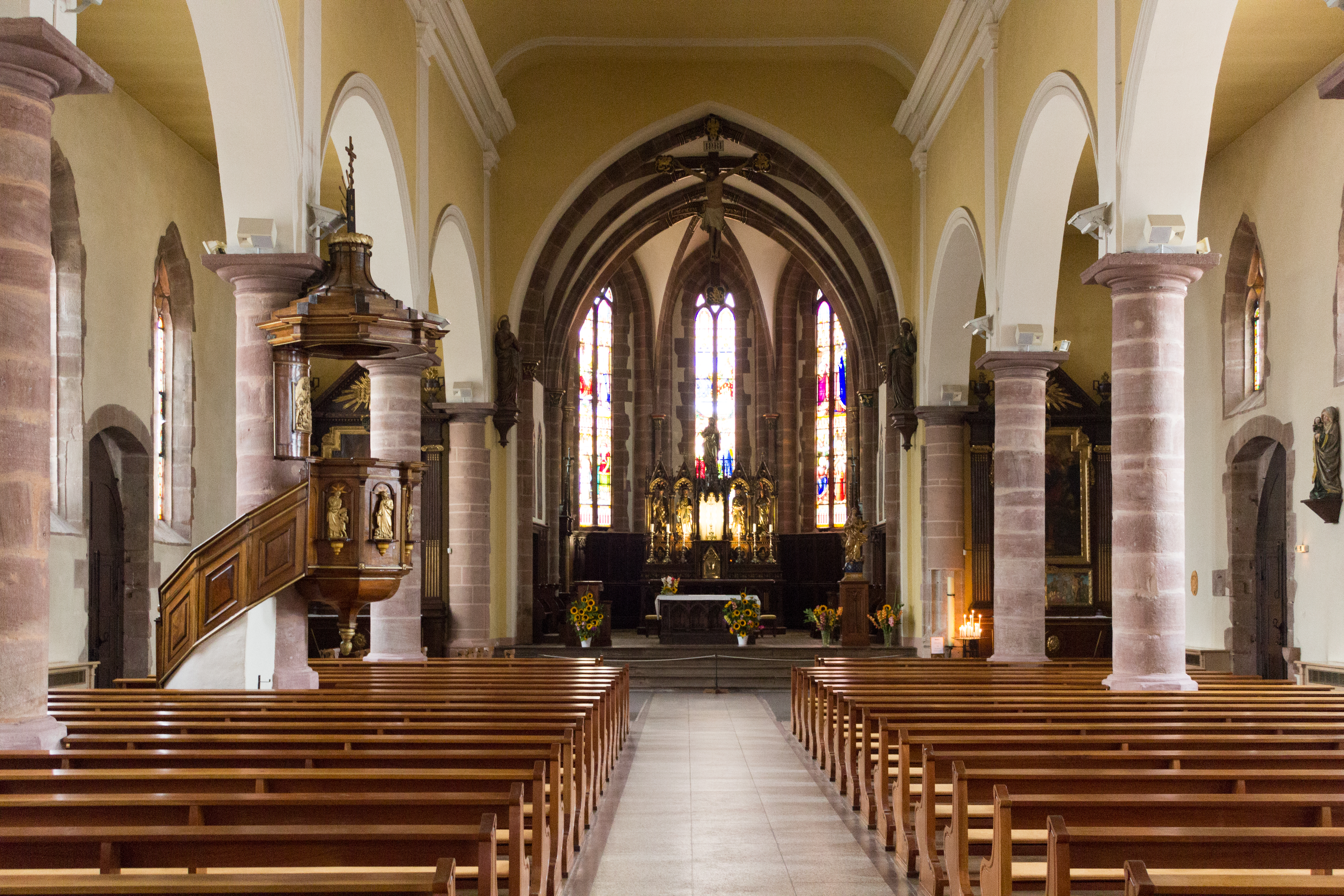
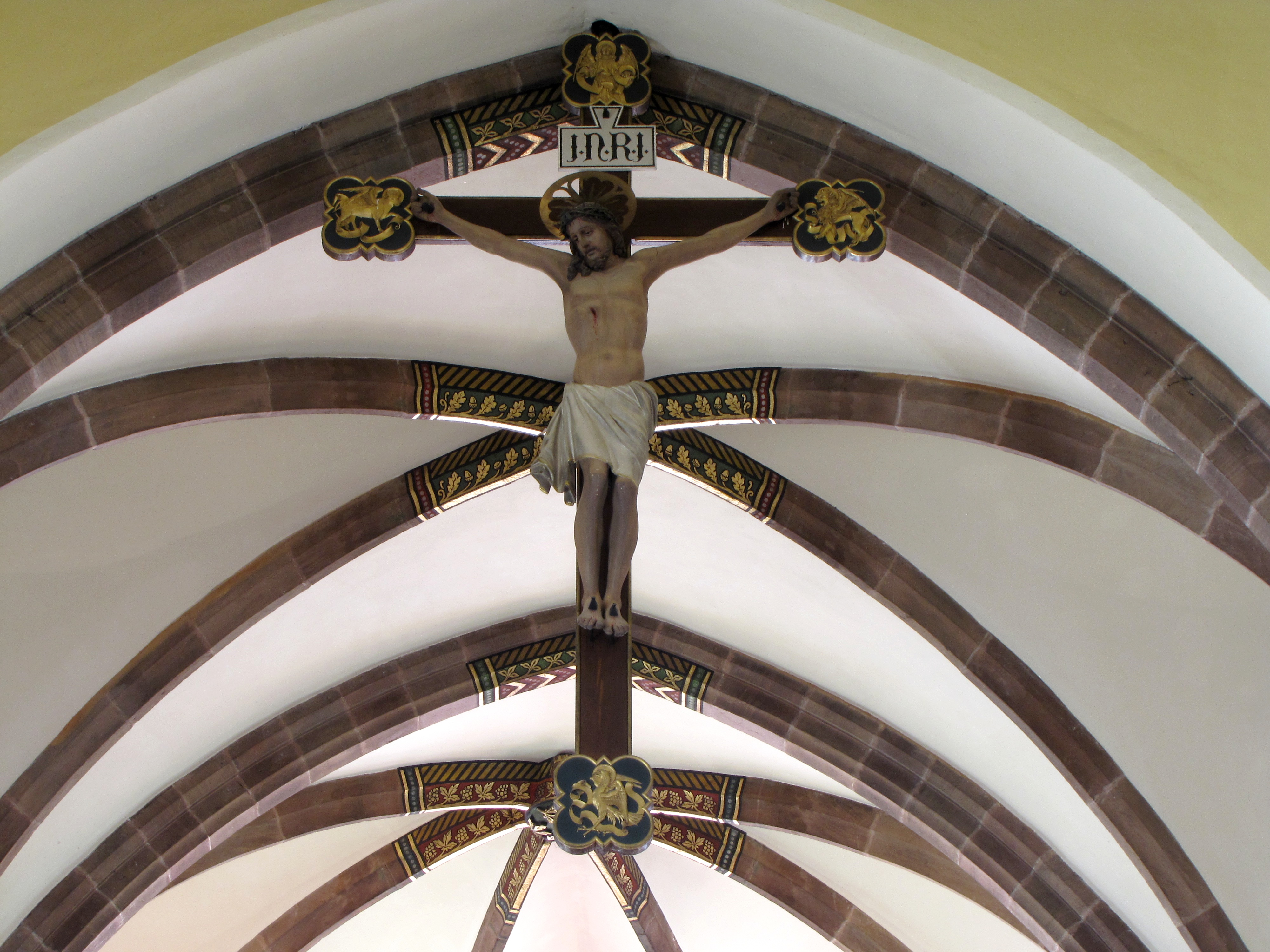
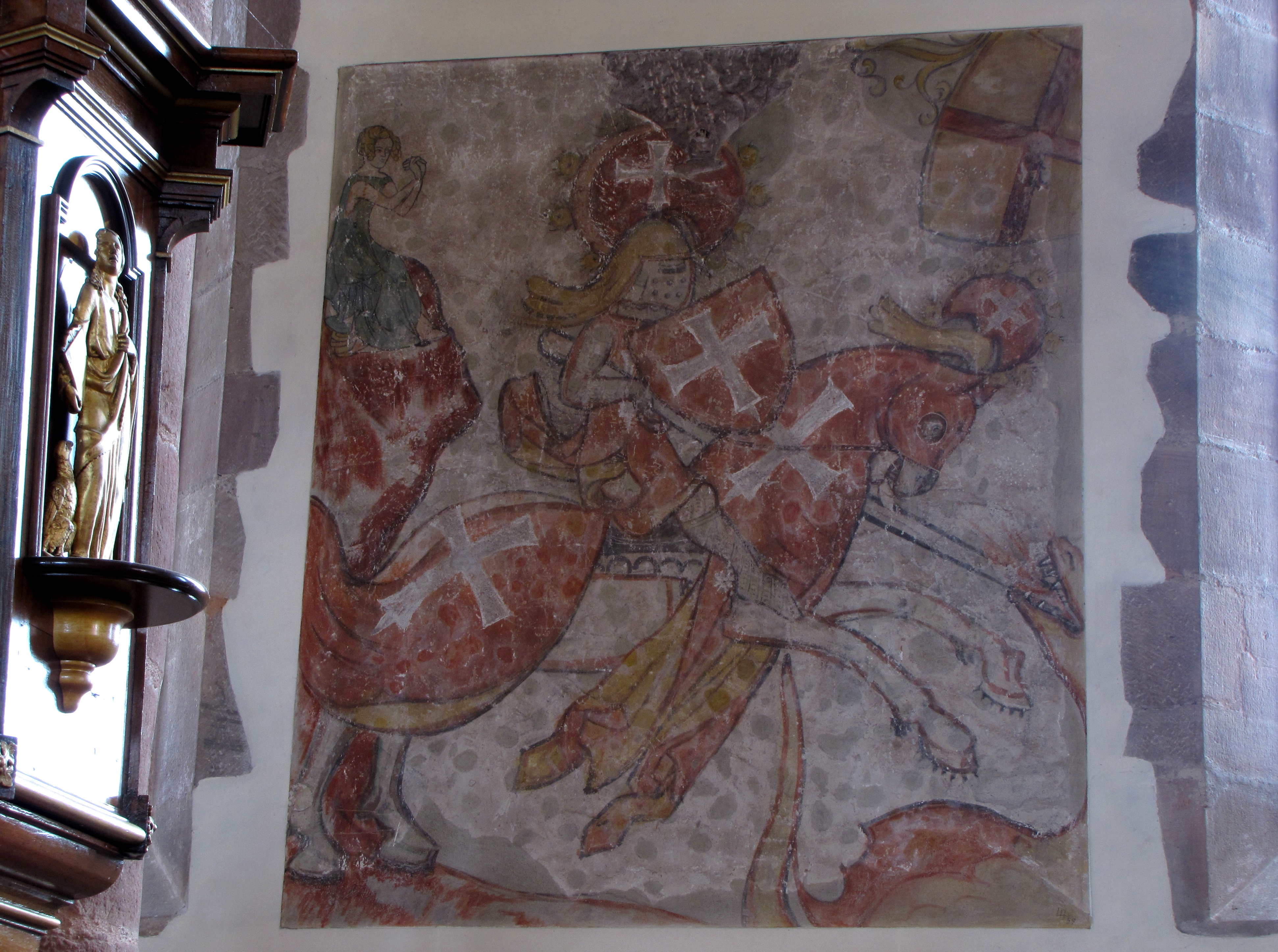
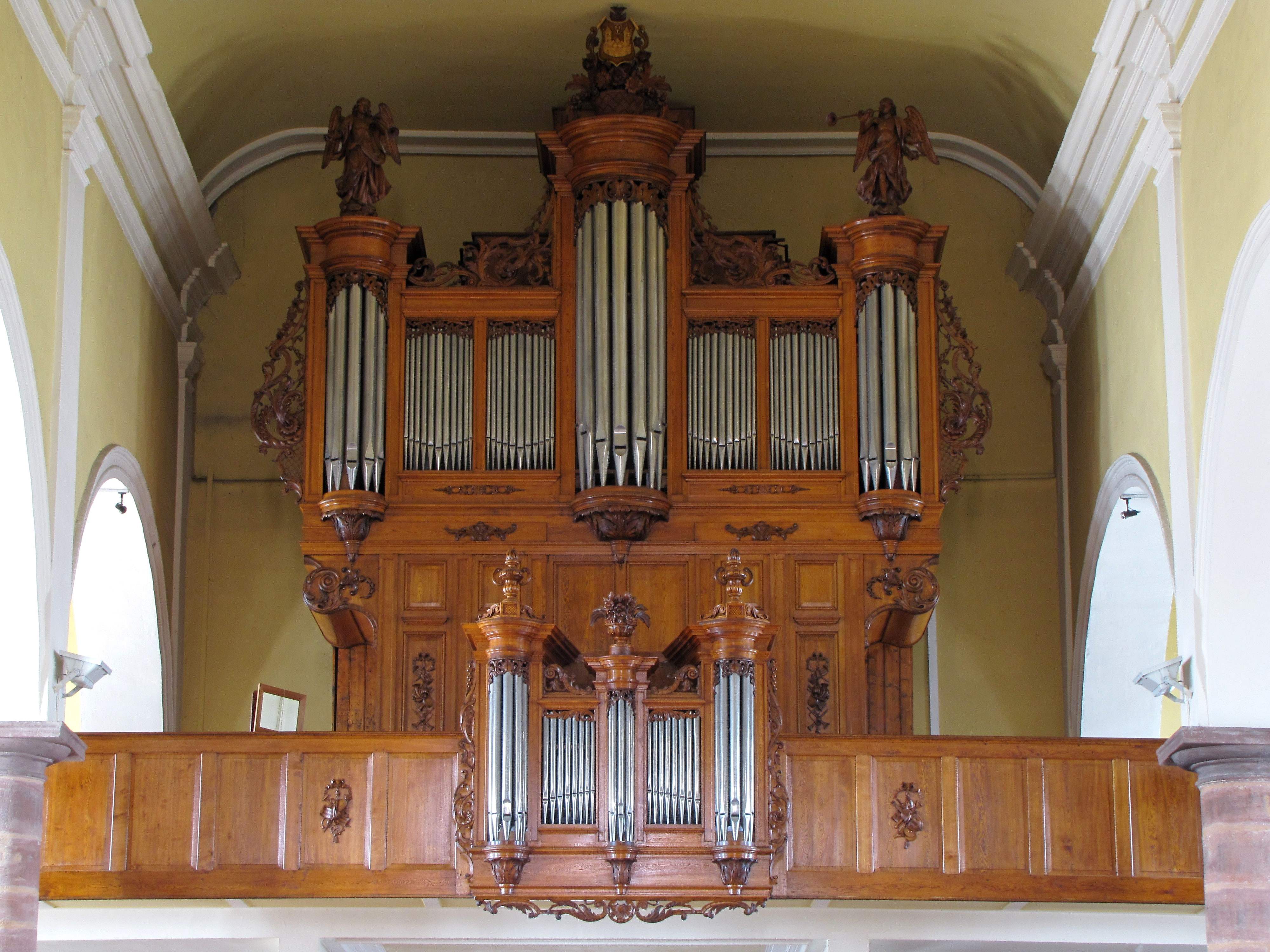
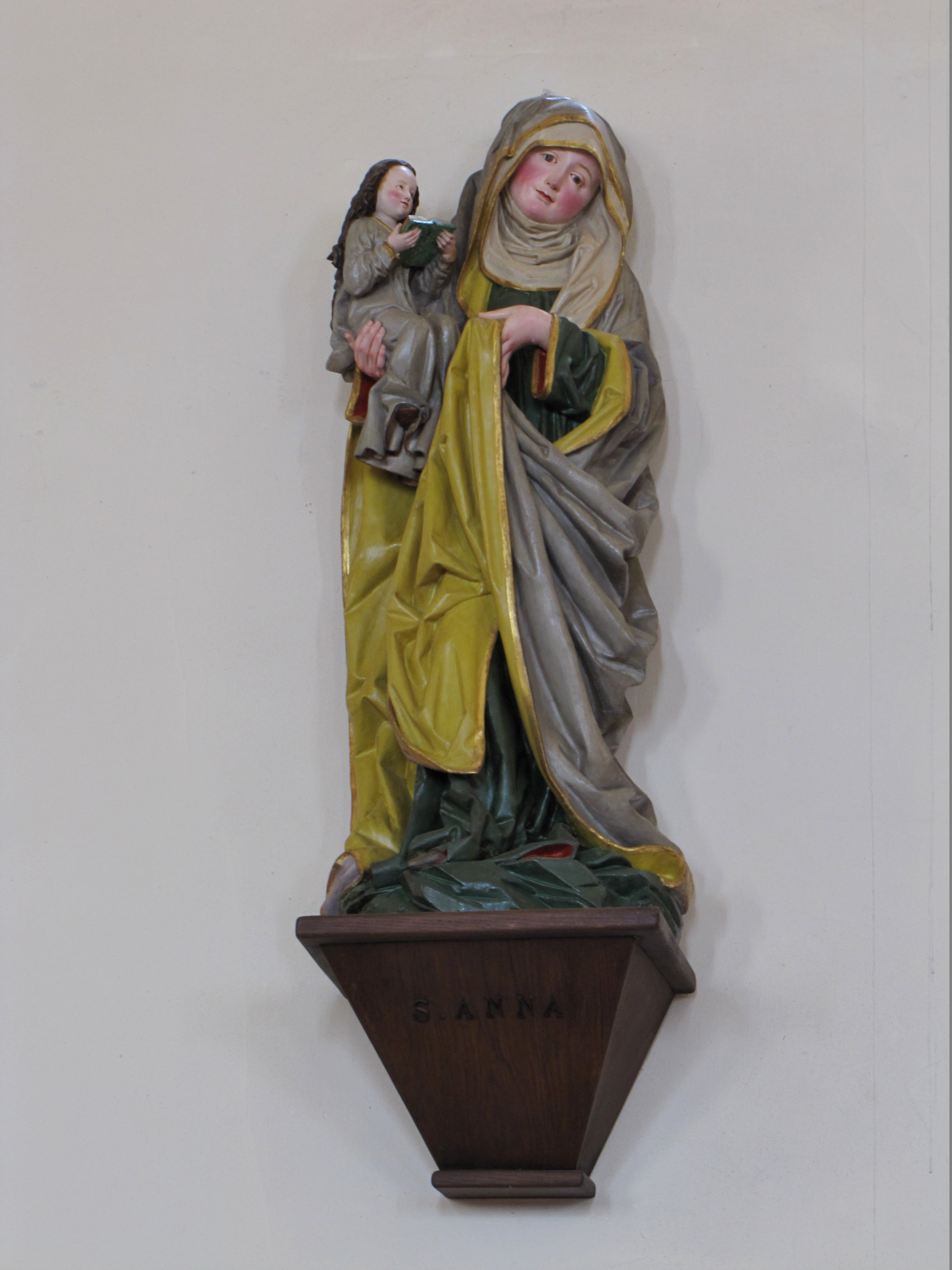
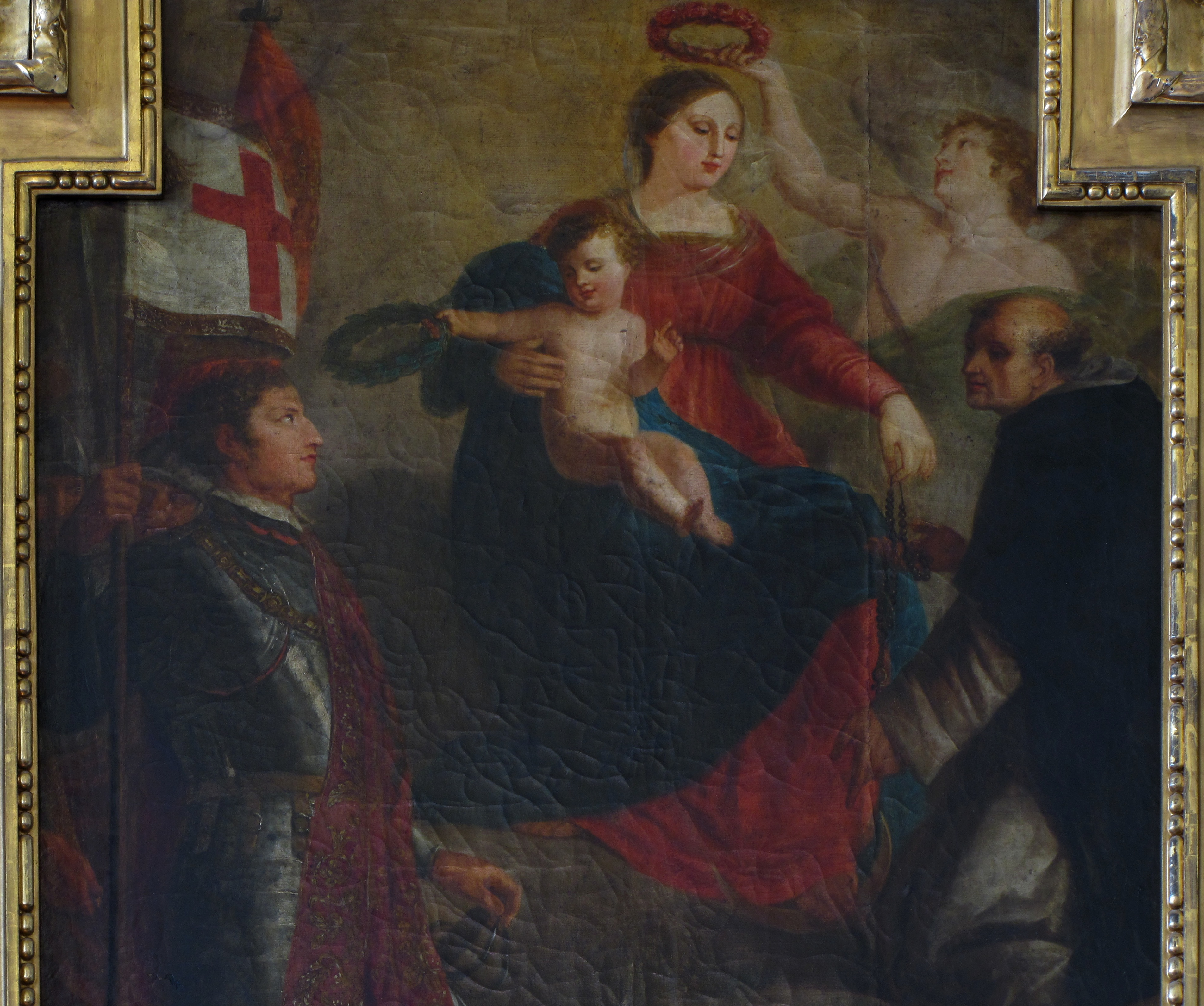